# Antonio Díaz (Radsportler)
Antonio Díaz (* unbekannt) ist ein ehemaliger uruguayischer Straßenradrennfahrer.
1975 war er Gesamtsieger bei der Vuelta Ciclista del Uruguay vor dem Zweitplatzierten Jorge Cuccia. Er startete dabei für die Mannschaft Toledo und gewann zwei Etappen der Rundfahrt.